# Anaspis ruficollis
Anaspis ruficollis là một loài bọ cánh cứng trong họ Scraptiidae. Loài này được Fabricius miêu tả khoa học năm 1792.